# Університет штату Монтана
Університет штату Монтана (англ. Montana State University) — державний університет у штаті Монтана, США. Кампус університету знаходиться у місті Бозмен.

## Викладачі
- Річард Бротіґан — американський письменник і поет, знакова фігура контркультури 1960-1970-х років.
- Роберт Пірсиг — американський письменник і філософ
- Білл Пуллман — американський актор
- Пітер Фонда — американський актор, кінорежисер, сценарист, продюсер
- Джек Хорнер — американський палеонтолог